# Изкупление (филм, 2007)
Вижте пояснителната страница за други значения на Изкупление.
„Изкупление“ (на английски: Atonement) е британски драматичен филм от 2007 г. на режисьора Джо Райт. Сценарият, написан от Кристофър Хамптън, е базиран на едноименния роман на Иън Макюън. Премиерата на филма е на 29 август 2007 г. на кинофестивала във Венеция.

## Сюжет
Действието се развива в Англия в края на 1930 година. Тринадесетгодишната Брайъни има голямо въображение, пише пиеси и мечтае да стане писателка. Нейната по-голяма сестра Сесилия и синът на прислугата – Роби, са тайно влюбени един в друг.
Брайъни става свидетелка на низ от куриозни събития с участието на Роби и Сесилия. Разбирайки ги по свой начин, решава, че Роби е сексуален маниак, който преследва сестра ѝ. Когато в тяхното имение петнадесетгодишната ѝ братовчедка Лола е изнасилена неизвестно от кого, тя хвърля вината върху Роби – въпреки че не успява да види лицето на злодея, който ѝ причинява това. Той влиза в затвора, а между Сесилия и нейните роднини, особено между Сесилия и Брайъни, започва вражда. След това действието се пренася три години и половина напред във времето, когато започва Втората световна война. Роби е освободен от затвора, за да бъде включен в редиците на армията.
Във Франция той се среща със Сесилия, която по това време работи като медицинска сестра в болницата. Тя го моли да се върне при нея и те осъзнават, че тяхната любов е по-силна от всичко и могат да бъдат заедно, когато той се върне от армията. Роби отново се връща на фронта, с надеждата, че скоро ще изживее щастливо бъдещето си с любимата. В това време Брайъни, която вече е по-голяма, също работи в рехабилитационния център за възстановяване на ранените. Тя започва да осъзнава сериозността на постъпката си и много се разкайва за стореното. Тежката работа и постоянната гледка на ранените и умиращи войници в болницата ѝ показват, че с нищо не може да поправи вината си. Опитите да се свърже с голямата ѝ сестра се оказват напразни, тъй като тя не желае да чуе нищо за нея.
Брайъни успява да открие адреса на Сесилия и решава да я посети. Там тя среща и Роби. Между тримата започва спор и Брайъни ги оставя. Действието се пренася няколко десетилетия напред, където възрастната вече Брайъни е известна писателка и дава интервю. Тя разказва за книгата, която описва историята на живота си и живота на сестра си и Роби, с които тя никога повече не се среща. Брайъни не се осмелява да потърси отново Сесилия. След това разбира, че тя е загинала по време на военните действия, а Роби е умрял от раните си.
В книгата на Брайъни тази история има щастлив край – двамата в края на краищата се намират. По такъв начин тя решава сякаш да им даде шанс за изживяване на щастливото бъдеще, което някога им е отнела.

## Книга
В най-горещия ден от лятото на 1935 г. тринадесетгодишната Брайъни вижда как по-голямата ѝ сестра Сесилия съблича дрехите си и се гмурва във фонтана в градината на тяхното имение. До фонтана, наблюдавайки, стои нейният приятел от детските години Роби, завърнал се, също като Сесилия, от следването си в Кеймбридж.
Още преди края на деня животът и на тримата ще се е променил безвъзвратно. Роби и Сесилия ще са прекосили граница, която дори не са си представяли в началото, и ще са станали жертва на въображението на по-малкото момиче. Брайъни ще е станала свидетел на мистериозни събития и ще е извършила престъпление, което цял живот ще се опитва да изкупи. „Изкупление“ е най-доброто постижение на Макюън. Брилянтно и изключително грабващо в своето описание на детството, любовта, войната, Англия и нейните класови разслоения, а в центъра му е едно дълбоко – и дълбоко затрогващо – изследване на срама и прошката, на изкуплението и трудното покаяние.

## Интересни факти
- За ролята на Емили Талис претендират Емили Уотсън и Кристин Скот Томас.
- 18-годишната Брайъни е трябвало да бъде австралийската актриса Аби Корниш, но впоследствие тя отказва ролята в проекта, тъй като вече е заета с филма „Елизабет: Златният век“.
- За ролята на 18-годишната Брайъни също така е претендирала Кийра Найтли. Но самата актриса още в началото на филма изявява предпочитанията си към ролята на Сесилия. Нейното желание е да се избави от образа на млада девойка и да покаже себе си в друга светлина.
- Сцените с участието на Ромола Гарай са заснети за 4 дни.
- За статисти в ролите на британските войници са поканени жителите на град Редкар, всеки от тях получава за работата си по 50 паунда.
- Копието на филма, представено в кинотеатъра, е с фалшивото заглавие „Събота“. Това е името на следващия роман на Иън Макюън, после заглавието на филма е променено с „Изкупление“, въпреки че името не е свързано по никакъв начин с него.
- Филмът става един от първите чуждестранни филми, който излиза на екран в Китай – 22 февруари 2008 година.

## Актьорски състав
| Актьор             | Роля                         |
| ------------------ | ---------------------------- |
| Джеймс Макавой     | Роби Търнър                  |
| Кийра Найтли       | Сесилия Талис                |
| Сърша Ронан        | Брайъни Талис (на 13 години) |
| Ромола Гарай       | Брайъни Талис (на 18 години) |
| Ванеса Редгрейв    | Брайъни Талис (на 77 години) |
| Хариет Уолтър      | Емили Талис                  |
| Патрик Кенеди      | Леон Талис                   |
| Бренда Блетин      | Грейс Търнър                 |
| Джуно Темпъл       | Лола Куинси                  |
| Бенедикт Къмбърбач | Пол Маршал                   |

## Награди и номинации
| Категория                                       | Номиниран(и)                | Резултат                    |
| Оскар (24 февруари 2008 г.)                     | Оскар (24 февруари 2008 г.) | Оскар (24 февруари 2008 г.) |
| ----------------------------------------------- | --------------------------- | --------------------------- |
| Най-добра филмова музика                        | Дарио Марианели             | награда                     |
| Най-добър филм                                  | Най-добър филм              | номинация                   |
| Най-добри декори                                | Най-добри декори            | номинация                   |
| Най-добри костюми                               | Най-добри костюми           | номинация                   |
| Най-добър адаптиран сценарий                    | Кристофър Хамптън           | номинация                   |
| Най-добра кинематография                        | Шиймъс Макгарви             | номинация                   |
| Най-добра поддържаща женска роля                | Сърша Ронан                 | номинация                   |
| Награда на БАФТА (10 февруари 2008 г.)          |                             |                             |
| Най-добър филм                                  | Най-добър филм              | награда                     |
| Най-добри декори                                | Най-добри декори            | награда                     |
| Най-добър британски филм                        | Най-добър британски филм    | номинация                   |
| Най-добър филмов монтаж                         | Най-добър филмов монтаж     | номинация                   |
| Най-добри костюми                               | Най-добри костюми           | номинация                   |
| Най-добър звук                                  | Най-добър звук              | номинация                   |
| Най-добър грим и прически                       | Най-добър грим и прически   | номинация                   |
| Най-добра режисура                              | Джо Райт                    | номинация                   |
| Най-добър адаптиран сценарий                    | Кристофър Хамптън           | номинация                   |
| Най-добра кинематография                        | Шиймъс Макгарви             | номинация                   |
| Най-добра филмова музика                        | Дарио Марианели             | номинация                   |
| Най-добър актьор в главна роля                  | Джеймс Макавой              | номинация                   |
| Най-добра актриса в главна роля                 | Кийра Найтли                | номинация                   |
| Най-добра актриса в поддържаща роля             | Сърша Ронан                 | номинация                   |
| Златен глобус (13 януари 2008 г.)               |                             |                             |
| Най-добър филм – драма                          | Най-добър филм – драма      | награда                     |
| Най-добра филмова музика                        | Дарио Марианели             | награда                     |
| Най-добър режисьор                              | Джо Райт                    | номинация                   |
| Най-добър сценарий                              | Кристофър Хамптън           | номинация                   |
| Най-добър актьор в драматичен филм              | Джеймс Макавой              | номинация                   |
| Най-добра актриса в драматичен филм             | Кийра Найтли                | номинация                   |
| Най-добра актриса в поддържаща роля             | Сърша Ронан                 | номинация                   |
| Европейски филмови награди (6 декември 2008 г.) |                             |                             |
| Награда на публиката                            | Награда на публиката        | номинация                   |
| Най-добра филмова музика                        | Дарио Марианели             | номинация                   |
| Най-добър актьор                                | Джеймс Макавой              | номинация                   |
| Сателит (16 декември 2007 г.)                   |                             |                             |
| Най-добър адаптиран сценарий                    | Кристофър Хамптън           | награда                     |
| Най-добри костюми                               | Най-добри костюми           | номинация                   |
| Най-добра филмова музика                        | Дарио Марианели             | номинация                   |
| Най-добра актриса в драматичен филм             | Кийра Найтли                | номинация                   |
| Най-добра актриса в поддържаща роля             | Сърша Ронан                 | номинация                   |
| Емпайър (9 март 2008 г.)                        |                             |                             |
| Най-добър британски филм                        | Най-добър британски филм    | награда                     |
| Най-добър актьор                                | Джеймс Макавой              | награда                     |
| Най-добра актриса                               | Кийра Найтли                | награда                     |
| Най-добър саундтрак                             | Най-добър саундтрак         | номинация                   |
| Най-добър режисьор                              | Джо Райт                    | номинация                   |
| Най-добър дебют                                 | Сърша Ронан                 | номинация                   |